# Truncatelloidea
Truncatelloidea (лат.) — надсемейство брюхоногих моллюсков отряда Littorinimorpha (Ценогастроподы).

## Описание
Мелкие улитки. Надсемейство Truncatelloidea объединяет многочисленных двуполых, небольших, преимущественно пресноводных брюхоногих моллюсков. Из-за миниатюрности, а также неизбежной адаптации к пресноводной среде обитания (репродуктивные и осморегуляторные органы), их морфология упрощена и однообразна, полна параллелей, которые часто затрудняют идентификацию таксонов даже на уровне семейства. Поэтому применение молекулярных методов необходимо для установления родственных связей внутри группы, а также для изучения филогении и филогеографии её представителей.
Виды Truncatelloidea встречаются во всех морских, пресноводных и наземных экосистемах мира. Размер многих видов не превышает одного сантиметра. Морские и пресноводные виды характеризуются наличием жабр и оперкулюма. В Неотропическом регионе виды встречаются в различных водных средах, включая реки, ручьи, каналы, источники, солёные болота и пещеры. В этом регионе надсемейство представлено более чем 150 родами, относящимися к семействам Cochliopidae, Tateidae и Pomatiopsidae. Из этих семейств самой многочисленной группой являются Cochliopidae, насчитывающие более 50 родов. Форма раковин этой группы коническо-вытянутая, размеры варьируются от очень коротких до чрезвычайно вытянутых. Pomatiopsidae в целом имеют башнеобразную раковину с характерным отверстием.

## Классификация
- Amnicolidae Tryon, 1863
- Anabathridae Keen, 1971
- Ascorhiidae Ponder, Nimbs & Shea, 2023[6]
- Assimineidae H. Adams & A. Adams, 1856
- Baicaliidae P. Fischer, 1885
- Beddomeiidae Ponder, Nimbs & Shea, 2023[6]
- Bithyniidae Gray, 1857
- Bythinellidae Locard, 1893
- Caecidae Gray, 1850
- Caledoniellidae Rosewater, 1969
- Calopiidae Ponder, 1999[7][8]
- Clenchiellidae D. W. Taylor, 1966
- Cochliopidae Tryon, 1866
- Elachisinidae Ponder, 1985
- Emmericiidae Brusina, 1870
- Epigridae Ponder, 1985
- Erhaiidae G. M. Davis & Y.-H. Kuo, 1985
- Falsicingulidae Slavoshevskaya, 1975
- Fontigentidae D. W. Taylor, 1966
- Helicostoidae Pruvot-Fol, 1937
- Hydrobiidae Stimpson, 1865
- Hydrococcidae Thiele, 1928
- Iravadiidae Thiele, 1928
- Lithoglyphidae Tryon, 1866
- Lithoglyphulidae Radoman, 1973
- Litthabitellidae Falniowski & Hofman, 2023[9]
- Mesocochliopidae X.-H. Yu, 1987 †
- Moitessieriidae Bourguignat, 1863
- Palaeobaicaliidae Sitnikova & Vinarski, 2023 †[10]
- Pomatiopsidae Stimpson, 1865
- Spirostyliferinidae Layton, Middelfart, Tatarnic & N. G. Wilson, 2019[11]
- Squamapicidae L.-J. Zhang & von Rintelen, 2024[12]
- Stenothyridae Tryon, 1866
- Tateidae Thiele, 1925
- Teinostomatidae Cossmann, 1917
- Tomichiidae Wenz, 1938 (Idiopyrgus)
- Tornidae Sacco, 1896 (1884)
- Truncatellidae Gray, 1840
- Vitrinellidae Bush, 1897
- incertae sedis: Aenigmula Golding, 2014[13]

Синонимы
- Adeorbidae Monterosato, 1884 синоним Tornidae Sacco, 1896 (1884)
- Benedictiidae Clessin, 1880: синоним Benedictiinae Clessin, 1880
- Circulidae Fretter & Graham, 1962: синоним Vitrinellidae Bush, 1897
- Fairbankiinae Thiele, 1928: синоним Iravadiidae Thiele, 1928
- подсемейство Hemistomiinae Thiele, 1929: синоним Tateidae Thiele, 1925
- Hyalidae Golikov & Starobogatov, 1975: синоним Iravadiidae Thiele, 1928
- Kolhymamnicolidae Starobogatov, 1983: синоним Amnicolinae Tryon, 1863
- Limnoreidae B. Dybowski, 1911: синоним Baicaliinae P. Fischer, 1885
- Paludestrinidae Newton, 1891 синоним Hydrobiidae Stimpson, 1865
- Potamopyrgidae F. C. Baker, 1928: синоним Tateidae Thiele, 1925
- Pseudomerelininae Starobogatov, 1989: синоним Iravadiidae Thiele, 1928
- Pyrgulidae Brusina, 1882 (1869) синоним Hydrobiidae Stimpson, 1865